# Klement XI.
Klement XI., lat. Clemens PP. XI. (Urbino, 23. srpnja 1649. – Rim, 19. ožujka 1721.), rođen kao Giovanni Francesco Albani, 243. poglavar Katoličke Crkve, papa od 23. studenog 1700. do smrti 1721.

## Raniji život
Giovanni Francesco rodio se u Urbinu 23. srpnja 1649. od oca Carla Albanija i majke Elene, rođene Mosca. Njegova je obitelj u 15. stoljeću izbjegla iz Albanije i nastanila se u Bergamu i Urbinu. Nekoliko njenih članova bili su kardinali Katoličke Crkve. Nakon osnovnog obrazovanja Giovanni Francesco s jedanaest godina poslan je u Rim na nastavak školovanja na Collegio Romano. Bio je odličan učenik, te je već s osamnaest godina prevodio djela s grčkog na latinski jezik. Svojim radom privukao je pozornost švedske kraljice Kristine (1626. – 1689.), koja ga upisuje u svoju ekskluzivnu Akademiju u Rimu, u kojoj će Giovanni Francesco završiti studije teologije i crkvenog i građanskog prava i na koncu doktorirati utroque iure, oba, kanonsko i građansko pravo. Kao izvrstan intelektualac, uzornog morala i pobožnosti, Albani brzo napreduje u Kuriji. Vrlo brzo, već 1670. postaje kanonik Bazilike san Lorenzo in Damaso u Rimu. S dvadeset osam godina imenovan je guvernerom Rietija, potom Sabine i Orvieta. Od 1687. ponovno je u Rimu kao tajnik Apostolskih breva. Tu službu će obnašati punih trinaest godina. U narednim godinama Albani je imenovan vikarom i kanonikom Bazilike sv. Petra, a vrhunac njegove dotadašnje službe bilo je imenovanje kardinalom 13. veljače 1690. za vrijeme pontifikata pape Aleksandra VIII.

## Izbor za papu
U rano jutro 27. rujna 1700. umro je papa Inocent XII. Tih dana kardinal Albani je zaređen za svećenika, a prvu misu je slavio 6. listopada iste godine. Tri dana kasnije, 9. listopada, započele su konklave za izbor novog poglavara Katoličke Crkve. U Rim su pristigla pedeset sedmorica od šezdeset šest kardinala. Na početku se činilo da će to biti kratke konklave jer su mnogi očekivali brzi izbor kardinala Galeazza Marescottija (1627. – 1726.), koji je bio najizgledniji kandidat. Međutim, Francuska je preko svojih kardinala stavila veto na njegov izbor i udaljila ga od mogućnosti izbora. U noći između 19. i 20. studenog u Rim je stigla vijest o smrti španjolskog kralja Karla II. Habsburga, koji je umro 1. studenog bez nasljednika, čime je španjolsko prijestolje ostalo upražnjeno. Zbog straha od mogućnosti izbijanja rata za španjolsko nasljeđe između francuskog i austrijskog dvora, kardinali podijeljeni u frakcije brzo su se ujedinili i 23. studenog, s četrdeset glasova, na opće iznenađenje, izabrali kardinala Giovannija Francesca Albinija za papu. Budući da je tek za vrijeme konklava postao svećenik, novi papa je prvo morao biti posvećen za biskupa, što je i učinjeno 30. studenog, a 8. prosinca 1700. svečano je ustoličen za papu pod imenom Klement XI.

## Pontifikat
Na žalost, strah kardinala od novog rata u Europi pokazao se opravdanim. Papa Klement XI. se na samom početku pontifikata morao suočiti s tom prijetnjom. U sukobu Francuske i Austrije za španjolsku baštinu Papa je odlučio zadržati neutralan stav, ali se to ubrzo pokazalo nemogućom misijom. Kada je u Madridu za kralja okrunjen Filip V. (1700. – 1746.), vojvoda od Anjoua i unuk francuskog kralja Luja XIV., Klement XI. priznaje valjanost njegove krunidbe. To se nije svidjelo caru Leopoldu I. (1658. – 1705.) koji se tome protivio, optuživši Papu za profrancusku politiku. Napetost između Austrije i Svete Stolice je postala toliko velika da Papa nije skrivao svoje zadovoljstvo kada su francuska i bavarska vojska u ožujku 1704. krenule na Beč. Međutim pohod je završio katastrofalnim porazom kod Blenheima (Bavarska) 13. kolovoza 1704. što je otvorilo put austrijancima prema Papinskoj Državi. Kada je car Leopold I. umro 1705. naslijedio ga je njegov najstariji sin Josip I. (1705. – 1711.),  a njegov brat Karlo na čelu austrijskih trupa ulazi u Madrid, gdje je 1705. godine okrunjen za kralja Aragona i Kastilije kao Karlo III. U isto vrijeme car Josip I. zauzima sjever Italije, a 1709. i Napulj, prijeteći zauzimanjem i Rima. U takvim okolnostima Papa je bio primoran priznati Josipovog brata Karla III. (1711. – 1740.) za španjolskog kralja, što je pak za posljedicu imalo prekid odnosa Španjolske i Svete Stolice. Iznenadna smrt Josipa I. 1711. bez djece mijenja političku situaciju. Karlo nasljeđuje krunu Austrije i Svetog Rimskog Carstva (kao Karlo VI.) zbog koje se morao odreći one Kastilije i Aragona. Papa je to podržao jer bi time Filip V. ostao kralj Španjolske. Podijeljenost među europskim dvorovima iskoristili su Turci koji su ponovno zaprijetili Europi. 
 Na Klementovo uporno inzistiranje i uz veliku novčanu pomoć Austrija se povezuje s Venecijom. Papa mlečanima šalje brodove, a caru Karlu VI. odobrava desetinu na sve beneficije. Austrijska i turska vojska sukobile su se u Ugarskoj, a odlučujuća bitka vođena je 5. kolovoza 1716. kod Petrovaradina, u kojoj su austrijanci pod vodstvom princa Eugena Savojskog (1663. – 1736.) porazili turke, čime je opasnost za Europu otklonjena. U pastoralnom životu papa Klement XI. se zauzimao za misionarstvo, posebno u Indiji, Kini i na Filipinima, na kojima je i organizirao Crkvu. Godine 1716. Lisabon je uzdigao u patrijarhalno sjedište. U polemikama između dominikanaca i isusovaca u slučaju uporabe kineskih običaja u liturgiji stao je na stranu dominikanaca i zabranio uporabu istih, što je rezultiralo progonima kršćana u Kini. Kada je francuski teolog Pasquier Quesnel (1634. – 1719.) objavio djelo „Moralna razmišljanja o Novom zavjetu“, u kojoj je pokušao poduprijeti jansenističku doktrinu o Evanđelju i učenju apostola, Klement XI. 10. rujna 1713. objavljuje važan dogmatski dokument u obliku konstitucije „Unigentius“, u kojoj je osudio sto i jednu tezu iz navedenog djela. Kao službeni blagdan uvodi 1708. svetkovinu Bezgrešnog začeća Blažene Djevice Marije. Klement je bio sposoban administrator. Uviđao je stvarne potrebe svojih podanika, a posebno prema siromašnima. Poboljšao je uvjete života u rimskim zatvorima, te obogatio vatikansku knjižnicu s brojnim orijentalnim rukopisima. Bio je pokrovitelj prvih arheoloških istraživanja u rimskim katakombama, a u svom rodnom Urbinu dao je obnoviti mnoge građevine i osnovao javnu knjižnicu. Pontifikat pape Klementa XI. od dvadeset jedne godine i tri mjeseca jedni su ocijenili lošim, dok su ga drugi nazivali velikim i svetim papom. U tom periodu Papa je imenovao sedamdeset kardinala. Njegove službene akte, pisma i breve, kao i njegove homilije, prikupio je njegov nećak, kardinal Annibale Albani (1682. – 1751.) i objavio u dvije knjige. Ovaj papa preminuo je u Rimu na blagdan Svetog Josipa 19. ožujka 1721. i sahranjen je u bazilici sv. Petra. 

## Posebno izdvojeno
Talijanski spisatelji Rita Monaldi i Francesco Sorti u svom povijesnom romanu „Secretum“, koji se temelji na brojnim povijesnim dokumentima, opisuju događanja iz 1700. godine. Španjolski kralj Karlo II., posljednji iz loze Habsburgovaca, je na umoru, a na europskim dvorovima počinje bitka za njegovog nasljednika. U Rimu istodobno umire papa Inocent XII., a njega nasljeđuje papa Klement XI. U djelu je na zanimljiv način opisana konklava od 9. listopada do 23. studenog 1700. na kojoj je izabran kardinal Albani za papu.